# Lady of Rage
Lady of Rage (nacida con el nombre de Robin Allen) es una rapera conocida fundamentalmente por sus colaboraciones con Death Row Records, como, por ejemplo, con Dr. Dre en su debut como solista en el exitoso álbum The Chronic y con Snoop Dogg en su también triunfador álbum Doggystyle. Dr. Dre descubrió a Lady of Rage en Farmville, Virginia, y pronto apareció en They Come in All Colors (The L.A. Posse, 1991). Después dio forma al exitoso sencillo "Afro Puffs" (de la OST de Above the Rim). Su álbum debut fue Necessary Roughness, publicado en junio de 1997, y donde aparecieron gente de la talla de Gangstarr o Kurupt ("You Know My Steez (Three Men and a Lady Remix)"). Lady también fue la peluquera de los miembros de Tha Dogg Pound.
Después de su primer álbum, Lady of Rage dejó Death Row Records y la industria de la música en general para centrarse en su carrera como actriz, donde apareció en un episodio de The Kenan & Kel Show. The Lady of Rage también participó en varias comedias, la más notable fue en "Steve Harvey Show" donde daba vida a Coretta Cox. Rage también tuvo un pequeño papel en Next Friday, como Baby D.
En el 2000, volvió a aparecer con Snoop Dogg en el tema "Set It Off" del álbum Tha Last Meal. En los años posteriores, volvería a desaparecer del panorama musical, tan sólo actuando en "Unfucwitable", del Snoop Dogg Presents...Doggy Style Allstars Vol. 1 y en "Batman & Robin" del Paid tha Cost to Be da Bo$$ de Snoop Dogg, hasta que se aventuró en 2005 a crear su propio sello, Boss Lady Entertainment. Lo primero que hizo fue dar vida a un mixtape llamado From VA to L.A., mientras formaba parte de nuevo del renacimiento de Tha Dogg Pound, como muestra su aparición en Welcome to tha Chuuch - Da Album.

## Discografía
- Necessary Roughness (1997)
- From VA 2 LA (2005)